# 홍콩 세븐스

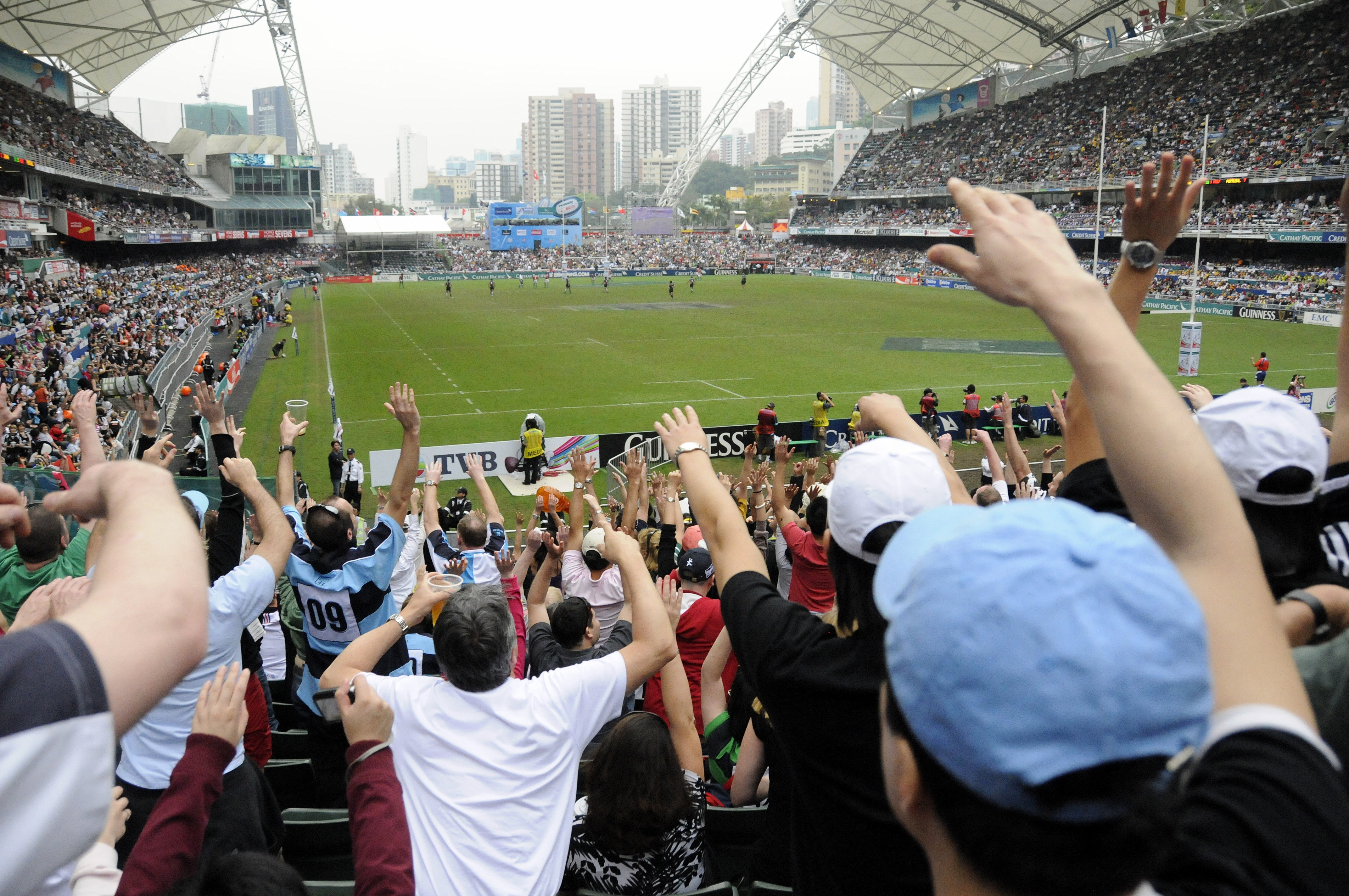

홍콩 세븐스(Hong Kong Sevens, 중국어: 香港國際七人欖球賽)는 국제 럭비 평의회에서 주관하는 IRB 세븐스 월드 시리즈의 7인제 럭비 대회이다. 1976년부터 매년 홍콩시 홍콩 대구장에서 열린다.

## 경기 결과

### 1976 ~ 1983년
| 연도 | 개최지                | 컵             | 컵    | 컵                 | 플레이트     | 플레이트 | 플레이트   |
| 연도 | 개최지                | 우승           | 점수  | 준우승             | 우승         | 점수     | 준우승     |
| ---- | --------------------- | -------------- | ----- | ------------------ | ------------ | -------- | ---------- |
| 1976 | 홍콩 풋볼 클럽 경기장 | 캔터브리안스   | 24-8  | 왈루스             | 홍콩         | 19-16    | 통가       |
| 1977 | 홍콩 풋볼 클럽 경기장 | 피지           | 28-18 | 말보로우           | 통가         | 20-4     | 인도네시아 |
| 1978 | 홍콩 풋볼 클럽 경기장 | 피지           | 14-10 | 마나와투           | 바레인       | 10-0     | 싱가포르   |
| 1979 | 홍콩 풋볼 클럽 경기장 | 오스트레일리아 | 39-3  | 서사모아           | 파푸아뉴기니 | 13-10    | 하와이     |
| 1980 | 홍콩 풋볼 클럽 경기장 | 피지           | 12-8  | 코옵티미스트즈     | 일본         | 44-0     | 싱가포르   |
| 1981 | 홍콩 풋볼 클럽 경기장 | 바바리안 FC    | 12-10 | 오스트레일리아     | 통가         | 22-18    | 일본       |
| 1982 | 홍콩 대구장           | 오스트레일리아 | 18-14 | 스코티시 보더 클럽 | 대한민국     | 32-6     | 일본       |
| 1983 | 홍콩 대구장           | 오스트레일리아 | 14-4  | 피지               | 대한민국     | 30-6     | 캐나다     |

### 1984 ~ 2009년
| 연도        | 개최지      | 컵             | 컵    | 컵                   | 플레이트          | 보울                                                                     |
| 연도        | 개최지      | 우승           | 점수  | 준우승               | 우승              | 우승                                                                     |
| ----------- | ----------- | -------------- | ----- | -------------------- | ----------------- | ------------------------------------------------------------------------ |
| 1984        | 홍콩 대구장 | 피지           | 26-0  | 뉴질랜드             | 오스트레일리아    | 스리랑카                                                                 |
| 1985        | 홍콩 대구장 | 오스트레일리아 | 24-10 | 퍼블릭 스쿨 원더러스 | 통가              | 홍콩                                                                     |
| 1986        | 홍콩 대구장 | 뉴질랜드       | 32-12 | 프렌치 바바리안스    | 미국              | 파푸아뉴기니                                                             |
| 1987        | 홍콩 대구장 | 뉴질랜드       | 12-6  | 피지                 | 프렌치 바바리안스 | 홍콩                                                                     |
| 1988        | 홍콩 대구장 | 오스트레일리아 | 13-12 | 뉴질랜드             | 미국              | 중화민국                                                                 |
| 1989        | 홍콩 대구장 | 뉴질랜드       | 22-10 | 오스트레일리아       | 통가              | 네덜란드                                                                 |
| 1990        | 홍콩 대구장 | 피지           | 22-10 | 뉴질랜드             | 홍콩              | 서독                                                                     |
| 1991        | 홍콩 대구장 | 피지           | 18-14 | 뉴질랜드             | 아르헨티나        | 대한민국                                                                 |
| 1992        | 홍콩 대구장 | 피지           | 22-6  | 뉴질랜드             | 홍콩              | 루마니아                                                                 |
| 1993        | 홍콩 대구장 | 서사모아       | 14-12 | 피지                 | 통가              | 루마니아                                                                 |
| 1994        | 홍콩 대구장 | 뉴질랜드       | 32-20 | 오스트레일리아       | 대한민국          | 홍콩                                                                     |
| 1995        | 홍콩 대구장 | 뉴질랜드       | 35-17 | 피지                 | 캐나다            | 홍콩                                                                     |
| 1996        | 홍콩 대구장 | 뉴질랜드       | 19-17 | 피지                 | 프랑스            | 일본                                                                     |
| 1997 월드컵 | 홍콩 대구장 | 피지           | 24-21 | 남아프리카 공화국    | 통가              | 미국                                                                     |
| 1998        | 홍콩 대구장 | 피지           | 28-19 | 사모아               | 대한민국          | 모로코                                                                   |
| 1999        | 홍콩 대구장 | 피지           | 21-12 | 뉴질랜드             | 일본              | 홍콩                                                                     |
| 2000        | 홍콩 대구장 | 뉴질랜드       | 31-5  | 피지                 | 프랑스            | [[파일:{{{국기그림-럭비}}}\|30x27px\|border \|아일랜드의 국기]] 아일랜드 |
| 2001        | 홍콩 대구장 | 뉴질랜드       | 29-5  | 피지                 | 미국              | 홍콩                                                                     |
| 2002        | 홍콩 대구장 | 잉글랜드       | 33-20 | 피지                 | 남아프리카 공화국 | 모로코                                                                   |
| 2003        | 홍콩 대구장 | 잉글랜드       | 22-17 | 뉴질랜드             | 캐나다            | 미국                                                                     |
| 2004        | 홍콩 대구장 | 잉글랜드       | 22-12 | 아르헨티나           | 스코틀랜드        | 쿡 제도                                                                  |
| 2005 월드컵 | 홍콩 대구장 | 피지           | 29-19 | 뉴질랜드             | 포르투갈          | 이탈리아                                                                 |
| 2006        | 홍콩 대구장 | 잉글랜드       | 26-24 | 피지                 | 웨일스            | 중국                                                                     |
| 2007        | 홍콩 대구장 | 사모아         | 27-22 | 피지                 | 웨일스            | 러시아                                                                   |
| 2008        | 홍콩 대구장 | 뉴질랜드       | 26-12 | 남아프리카 공화국    | 프랑스            | 러시아                                                                   |
| 2009        | 홍콩 대구장 | 피지           | 26-24 | 남아프리카 공화국    | 통가              | 포르투갈                                                                 |

### 2010년 ~ 현재
| 연도 | 개최지      | 컵       | 컵    | 컵                | 플레이트          | 보울       | 실드   |
| 연도 | 개최지      | 우승     | 점수  | 준우승            | 우승              | 우승       | 우승   |
| ---- | ----------- | -------- | ----- | ----------------- | ----------------- | ---------- | ------ |
| 2010 | 홍콩 대구장 | 사모아   | 24-21 | 뉴질랜드          | 오스트레일리아    | 캐나다     | 홍콩   |
| 2011 | 홍콩 대구장 | 뉴질랜드 | 29-17 | 잉글랜드          | 남아프리카 공화국 | 캐나다     | 케냐   |
| 2012 | 홍콩 대구장 | 피지     | 35-28 | 뉴질랜드          | 사모아            | 케냐       | 캐나다 |
| 2013 | 홍콩 대구장 | 피지     | 26-19 | 웨일스            | 사모아            | 잉글랜드   | 프랑스 |
| 2014 | 홍콩 대구장 | 뉴질랜드 | 26-7  | 잉글랜드          | 남아프리카 공화국 | 스코틀랜드 | 케냐   |
| 2015 | 홍콩 대구장 | 피지     | 33-19 | 뉴질랜드          | 오스트레일리아    | 스코틀랜드 | 케냐   |
| 2016 | 홍콩 대구장 | 피지     | 21-7  | 뉴질랜드          | 잉글랜드          | 아르헨티나 | 러시아 |
| 2017 | 홍콩 대구장 | 피지     | 22-0  | 남아프리카 공화국 | 아르헨티나        | 스코틀랜드 | 일본   |
| 2018 | 홍콩 대구장 | 피지     | 24-12 | 케냐              | 아르헨티나        | 프랑스     | 웨일스 |
| 2019 | 홍콩 대구장 | 피지     | 21-7  | 프랑스            | 아르헨티나        | 스코틀랜드 | 스페인 |

## 같이 보기
- 7인제 럭비 월드컵